# 山形県立高畠高等学校
山形県立高畠高等学校（やまがたけんりつ たかはたこうとうがっこう）は、山形県東置賜郡高畠町に所在する県立高等学校。

## 設置学科
全日制課程
- 総合学科
  - 地域環境系列
  - 福祉共生系列
  - 観光文化系列
  - 知性独創系列

## 沿革
- 1922年（大正11年）4月26日 - 山形県高畠実科高等女学校として開校許可。
- 1947年（昭和22年）3月31日 - 山形県高畠高等女学校となる。
- 1948年（昭和23年）4月1日 - 学制改革により山形県立高畠高等学校となる。
- 1963年（昭和38年）4月1日 - 普通科3学級・家政科1学級となる。
- 1996年（平成8年）4月1日 - 家政科募集停止により普通科3学級となる。
- 2004年（平成16年）4月1日 - 総合学科開設。

## 部活動
運動部
- 硬式野球部
- サッカー部
- ソフトテニス部
- 陸上競技部
- 卓球部
- 剣道部
- バスケットボール部
- バレーボール部
- フェンシング部

文化部
- 吹奏楽部
- 調理研究部
- 書道部
- パソコン部
- 演劇部
- 手芸部
- 美術部

## 所在地
- 山形県東置賜郡高畠町大字一本柳2788番地

## 最寄り駅
- JR山形新幹線・奥羽本線（山形線）高畠駅より徒歩10分

## 女子生徒自殺事件
2006年11月22日、同校の2年の女子生徒が校内で飛び降り自殺をした。生徒は母親に学校でいじめを受けていると相談をしていたことが明らかになり、いじめ自殺ではないか？との疑念から、学校側が記者会見を開き、経緯を説明した。
その後、両親が自殺したのはいじめが原因だったとして山形県に対し約8920万円の損害賠償を求める訴訟を山形地裁に提起した。2014年3月11日、同地裁は「いじめの可能性は否定できないが、具体的に特定することができない」などとして、両親の請求を棄却する判決を言い渡した。両親は控訴するか否かは今後検討するとしていたが、「これ以上、いじめが原因だったことを立証するのは困難」として控訴はしないこととした。
判決を受け吉村美栄子知事は、「亡くなられた生徒さんのご冥福を改めてお祈り申し上げます。判決の内容については、十分に精査したいと思いますが、教育委員会には、子どもたちが安心して学べる学校づくりに、これまで以上にしっかりと取り組んでいただきたいと考えております。」とのコメントを発表した。